# International Motors

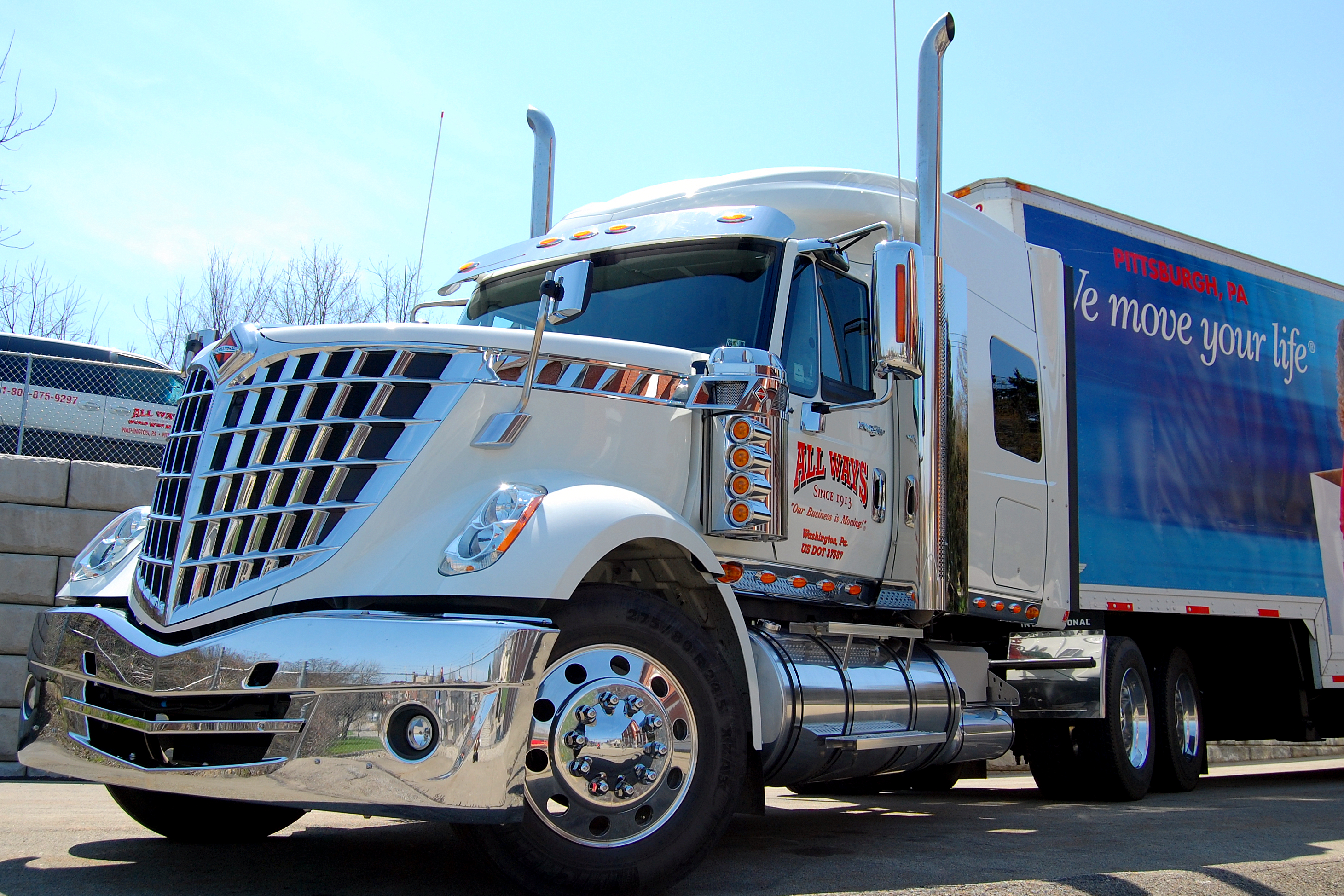
International LoneStar, 2010

International Motors, LLC. (Bis 2024 Navistar, Inc) ist ein US-amerikanischer Nutzfahrzeughersteller mit Hauptsitz in Lisle in der Metropolregion Chicago und Teil der Volkswagen-Tochter Traton.

## Geschichte
Anfang der 1980er Jahre kam der amerikanische International-Harvester-Konzern nach einer weltweiten Expansion in finanzielle Schwierigkeiten. Der Bereich Landwirtschaft wurde 1984 an Tenneco verkauft und dort mit der Case Corporation zur Case-IH zusammengeschlossen. Die erworbenen Firmen DAF, ENASA, Seddon Atkinson und Pacific Truck & Trailer Limited wurden wieder verkauft. 1986 führte eine weitere Umorganisation zur Gründung der Navistar International Corporation. Die eigentliche Geschäftstätigkeit übernahm die International Truck and Engine Corporation, die bis 2000 als Navistar International Transportation Corporation firmierte. Navistar fungiert dabei als Holding.
2005 gründete Navistar in Indien gemeinsam mit Mahindra & Mahindra Limited das Joint-Venture Mahindra International, um Lkw und Busse für den indischen Markt zu produzieren. Die Anteile an dem gemeinsamen Unternehmen hat Navistar 2013 an Mahindra & Mahindra verkauft. Ebenfalls 2005 erwarb Navistar von der GVW Group in Highland Park (Illinois) die Firma GVW Parts, welche OES-Ersatzteile und Zubehör für Lkw, Busse und Freizeitfahrzeuge vertreibt. Außerdem übernahm Navistar ebenfalls von GVW Workhorse Custom Chassis, einen Spezialisten für Fahrgestelle von Wohnmobilen, Autobussen und Nutzfahrzeugen auf GM-Basis. Die Firma hatte in Zusammenarbeit mit der GVW-Tochtergesellschaft UCBC den Walk-In Van entwickelt, ein Lieferwagen aus Aluminium speziell für die Bedürfnisse von Haus-zu-Haus-Lieferanten und Paketdiensten wie Federal Express oder UPS.
Für das Jahr 2010 waren schärfere US-Emissionsregeln für Lastwagen vorgesehen, die bestimmte Werte wie ausgestoßene Stickoxide stark begrenzten. Alle Konkurrenten – außer Navistar – setzten zur Lösung auf Selektive katalytische Reduktion (SCR) für ihre Dieselmotoren. Es war vorgesehen, die Abgase zum Motor zurückzuführen, diese dort abzukühlen und damit die Emissionen zu senken („exhaust gas recirculation“ – EGR). Dies bewährte sich jedoch in der Praxis nicht. Die Fahrleistung minderte sich, der Verbrauch der Fahrzeuge stieg an. Daraufhin gaben die Spediteure die Fahrzeuge mit ebendieser Technologie in großen Mengen zurück. Der US-Marktanteil von Navistar halbierte sich seit dem Jahr 2010 bis 2016 auf elf Prozent. Der Aktienkurs sank in diesen Jahren um 80 Prozent.
Im Jahr 2012 begann die US-Börsenaufsicht mit einer Untersuchung des Konzerns. Es wurde vorgeworfen, Navistar habe Investoren mit der Behauptung absichtlich in die Irre geführt, es könnte die damals neuen Emissionsvorschriften einhalten. Dazu kam eine Strafe der Umweltbehörde in Höhe von knapp 2.000 Dollar pro Motor, weil die Emissionsvorschriften nicht eingehalten wurden. Inzwischen hat sich der Konzern mit der Umweltbehörde auf die Zahlung eines einstelligen Millionenbetrages geeinigt.
Da die Entwicklung existenzbedrohend für den Konzern war, wurde der damalige Vorstandschef entlassen und durch Lewis Campell vom Mischkonzern Textron ersetzt. Die Produktion von EGR-Lastwagen wurde gestoppt und auf die Katalysatoren-Lösung gesetzt wie bei allen anderen Anbietern. Zusätzlich wurde ein Viertel der Belegschaft entlassen, die sich danach nur noch auf circa 14.000 Mitarbeiter belief.
Um die weltweite Expansion der Nutzfahrzeugsparte zu fördern, gaben Volkswagen Truck & Bus GmbH und Navistar 2016 bekannt, eine weitreichende Allianz eingegangen zu sein. Diese sah zunächst vor, dass Volkswagen im Rahmen einer Kapitalerhöhung für 230 Millionen Euro 16,6 Prozent an Navistar übernehmen solle und beide Unternehmen außerdem beabsichtigten, ein Einkaufs-Joint-Venture zu gründen. Im Juli 2021 übernahm die Volkswagen-Tochtergesellschaft Traton die restlichen Anteile für etwa 3,7 Mrd. US-Dollar und wurde damit alleiniger Inhaber von Navistar.
Zum 1. Oktober 2024 benannte sich das Unternehmen in International Motors, LLC um. Laut Unternehmensangaben solle damit einem Strategiewechsel Ausdruck verliehen werden, der International Motors stärker als Lösungsanbieter positionieren soll.

## Unternehmensstruktur

### Marken
| 53,1 % (31,3 %) * | 53,1 % (31,3 %) * | 53,1 % (31,3 %) * | 53,1 % (31,3 %) * | 53,1 % (31,3 %) * | 53,1 % (31,3 %) * |  |  | Land Niedersachsen 20 % (11,8 %) | Land Niedersachsen 20 % (11,8 %) | Land Niedersachsen 20 % (11,8 %) | Land Niedersachsen 20 % (11,8 %) | Land Niedersachsen 20 % (11,8 %) | Land Niedersachsen 20 % (11,8 %) |  |  | Emirat Katar 17 % (14,6 %) | Emirat Katar 17 % (14,6 %) | Emirat Katar 17 % (14,6 %) | Emirat Katar 17 % (14,6 %) | Emirat Katar 17 % (14,6 %) | Emirat Katar 17 % (14,6 %) |  |  | Streubesitz 9,9 % (42,3 %) | Streubesitz 9,9 % (42,3 %) | Streubesitz 9,9 % (42,3 %) | Streubesitz 9,9 % (42,3 %) | Streubesitz 9,9 % (42,3 %) | Streubesitz 9,9 % (42,3 %) |  |  |  |  |  |  |  |  |  |  |  |  |  |  |  |  |  |  |  |  |  |  |  |  |
| 53,1 % (31,3 %) * | 53,1 % (31,3 %) * | 53,1 % (31,3 %) * | 53,1 % (31,3 %) * | 53,1 % (31,3 %) * | 53,1 % (31,3 %) * |  |  | Land Niedersachsen 20 % (11,8 %) | Land Niedersachsen 20 % (11,8 %) | Land Niedersachsen 20 % (11,8 %) | Land Niedersachsen 20 % (11,8 %) | Land Niedersachsen 20 % (11,8 %) | Land Niedersachsen 20 % (11,8 %) |  |  | Emirat Katar 17 % (14,6 %) | Emirat Katar 17 % (14,6 %) | Emirat Katar 17 % (14,6 %) | Emirat Katar 17 % (14,6 %) | Emirat Katar 17 % (14,6 %) | Emirat Katar 17 % (14,6 %) |  |  | Streubesitz 9,9 % (42,3 %) | Streubesitz 9,9 % (42,3 %) | Streubesitz 9,9 % (42,3 %) | Streubesitz 9,9 % (42,3 %) | Streubesitz 9,9 % (42,3 %) | Streubesitz 9,9 % (42,3 %) |  |  |  |  |  |  |  |  |  |  |  |  |  |  |  |  |  |  |  |  |  |  |  |  |
|                   |                   |                   |                   |                   |                   |  |  |                                  |                                  |                                  |                                  |                                  |                                  |  |  |                            |                            |                            |                            |                            |                            |  |  |                            |                            |                            |                            |                            |                            |  |  |  |  |  |  |  |  |  |  |  |  |  |  |  |  |  |  |  |  |  |  |  |  |
|                   |                   |                   |                   |                   |                   |  |  | 89,72 %                          | 89,72 %                          | 89,72 %                          | 89,72 %                          | 89,72 %                          | 89,72 %                          |  |  | Streubesitz 10,28 %        | Streubesitz 10,28 %        | Streubesitz 10,28 %        | Streubesitz 10,28 %        | Streubesitz 10,28 %        | Streubesitz 10,28 %        |  |  |                            |                            |                            |                            |                            |                            |  |  |  |  |  |  |  |  |  |  |  |  |  |  |  |  |  |  |  |  |  |  |  |  |
|                   |                   |                   |                   |                   |                   |  |  | 89,72 %                          | 89,72 %                          | 89,72 %                          | 89,72 %                          | 89,72 %                          | 89,72 %                          |  |  | Streubesitz 10,28 %        | Streubesitz 10,28 %        | Streubesitz 10,28 %        | Streubesitz 10,28 %        | Streubesitz 10,28 %        | Streubesitz 10,28 %        |  |  |                            |                            |                            |                            |                            |                            |  |  |  |  |  |  |  |  |  |  |  |  |  |  |  |  |  |  |  |  |  |  |  |  |
|                   |                   |                   |                   |                   |                   |  |  |                                  |                                  |                                  |                                  |                                  |                                  |  |  |                            |                            |                            |                            |                            |                            |  |  |                            |                            |                            |                            |                            |                            |  |  |  |  |  |  |  |  |  |  |  |  |  |  |  |  |  |  |  |  |  |  |  |  |
|                   |                   |                   |                   |                   |                   |  |  |                                  |                                  |                                  |                                  |                                  |                                  |  |  |                            |                            |                            |                            |                            |                            |  |  |                            |                            |                            |                            |                            |                            |  |  |  |  |  |  |  |  |  |  |  |  |  |  |  |  |  |  |  |  |  |  |  |  |
|                   |                   |                   |                   |                   |                   |  |  |                                  |                                  |                                  |                                  |                                  |                                  |  |  |                            |                            |                            |                            |                            |                            |  |  |                            |                            |                            |                            |                            |                            |  |  |  |  |  |  |  |  |  |  |  |  |  |  |  |  |  |  |  |  |  |  |  |  |
|                   |                   |                   |                   |                   |                   |  |  |                                  |                                  |                                  |                                  |                                  |                                  |  |  |                            |                            |                            |                            |                            |                            |  |  |                            |                            |                            |                            |                            |                            |  |  |  |  |  |  |  |  |  |  |  |  |  |  |  |  |  |  |  |  |  |  |  |  |
|                   |                   |                   |                   |                   |                   |  |  |                                  |                                  |                                  |                                  |                                  |                                  |  |  |                            |                            |                            |                            |                            |                            |  |  |                            |                            |                            |                            |                            |                            |  |  |  |  |  |  |  |  |  |  |  |  |  |  |  |  |  |  |  |  |  |  |  |  |
|                   |                   |                   |                   |                   |                   |  |  |                                  |                                  |                                  |                                  |                                  |                                  |  |  |                            |                            |                            |                            |                            |                            |  |  |                            |                            |                            |                            |                            |                            |  |  |  |  |  |  |  |  |  |  |  |  |  |  |  |  |  |  |  |  |  |  |  |  |
|                   |                   |                   |                   |                   |                   |  |  |                                  |                                  |                                  |                                  | IC BUS                           |                                  |  |  |                            |                            |                            |                            |                            |                            |  |  |                            |                            |                            |                            |                            |                            |  |  |  |  |  |  |  |  |  |  |  |  |  |  |  |  |  |  |  |  |  |  |  |  |

## Aktivitäten
International Motors stellt Lastwagen, Militärfahrzeuge und Omnibusse sowie Motoren und Ersatzteile her. Als Markenname wird International für LKW sowie IC Bus für Busse verwendet.

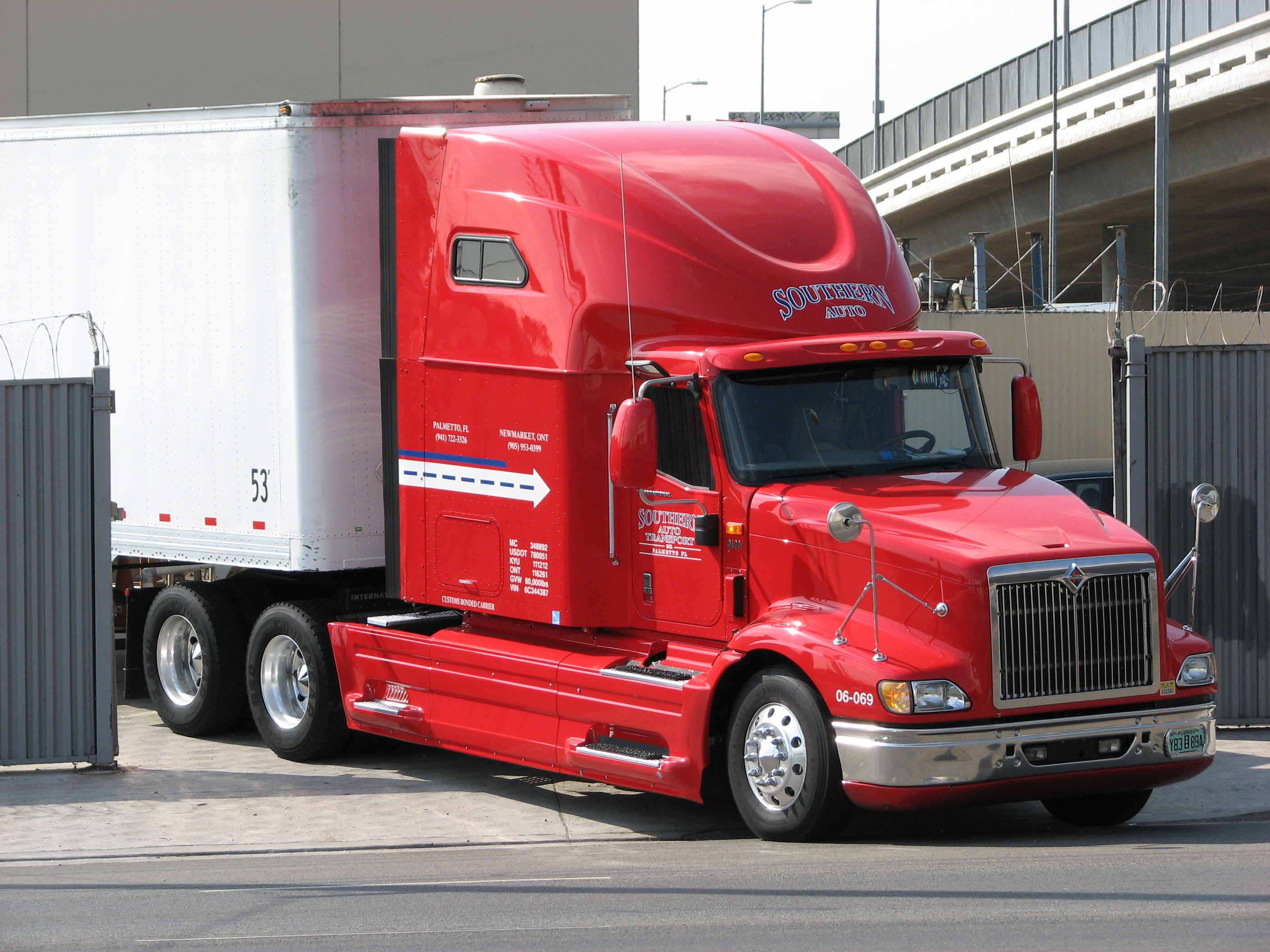
International Prostar
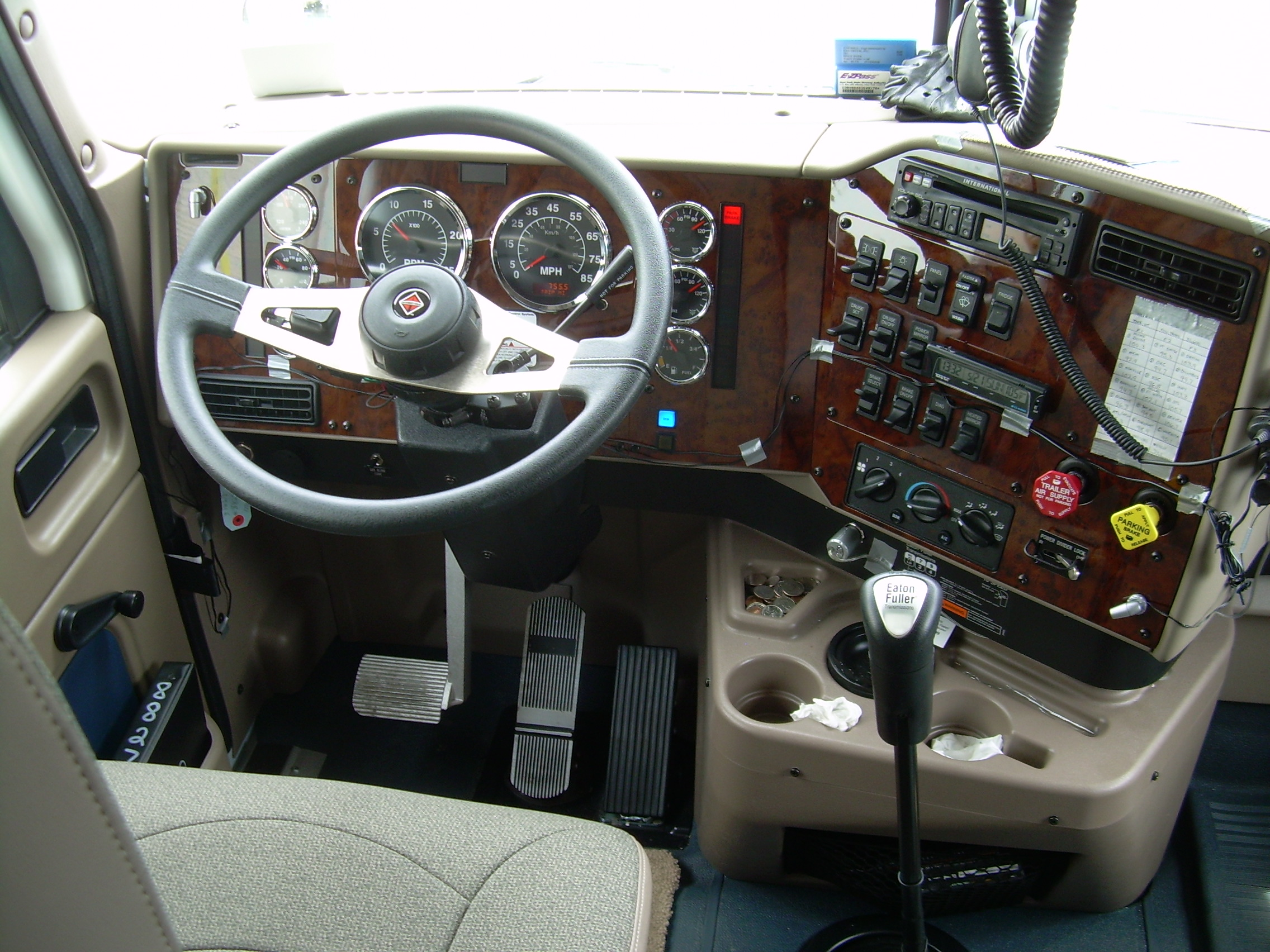
International 9400 i
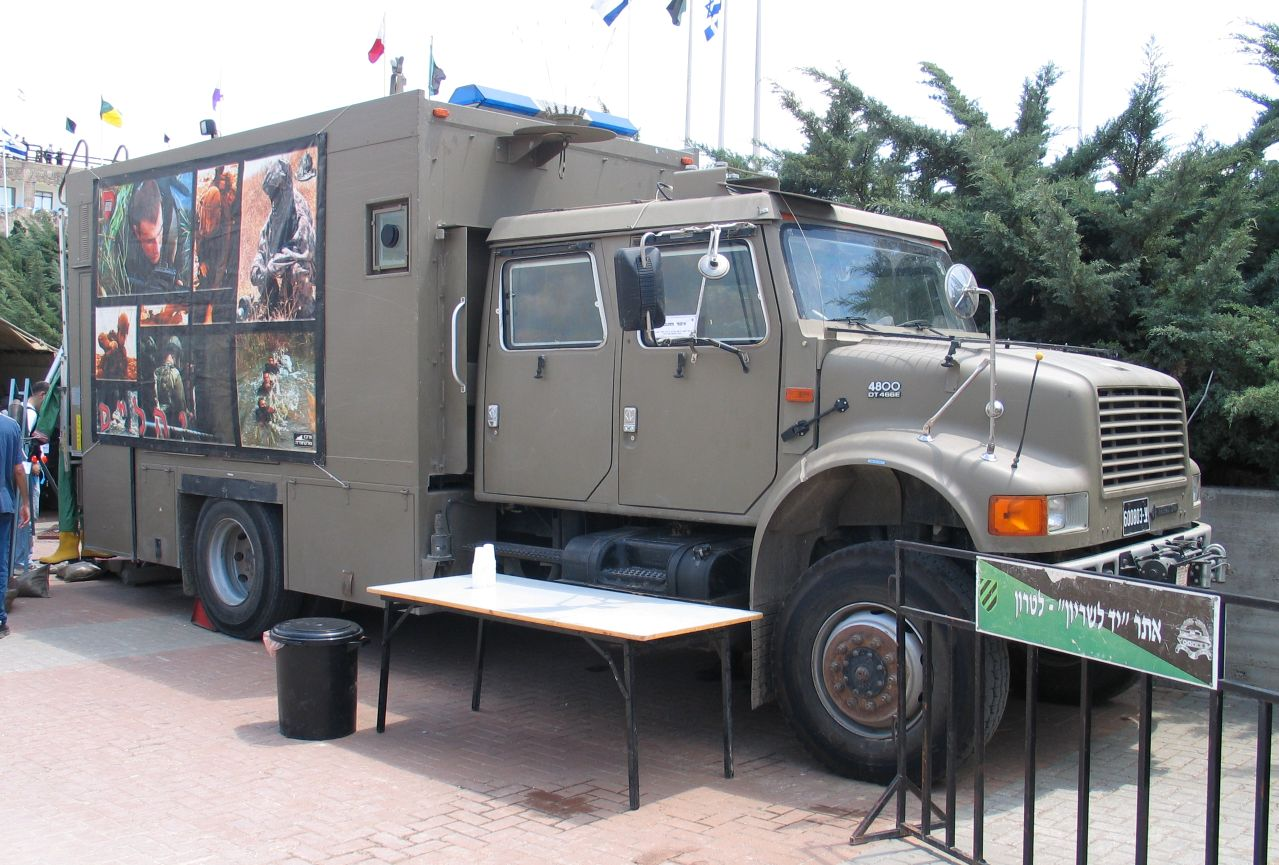
International 4800
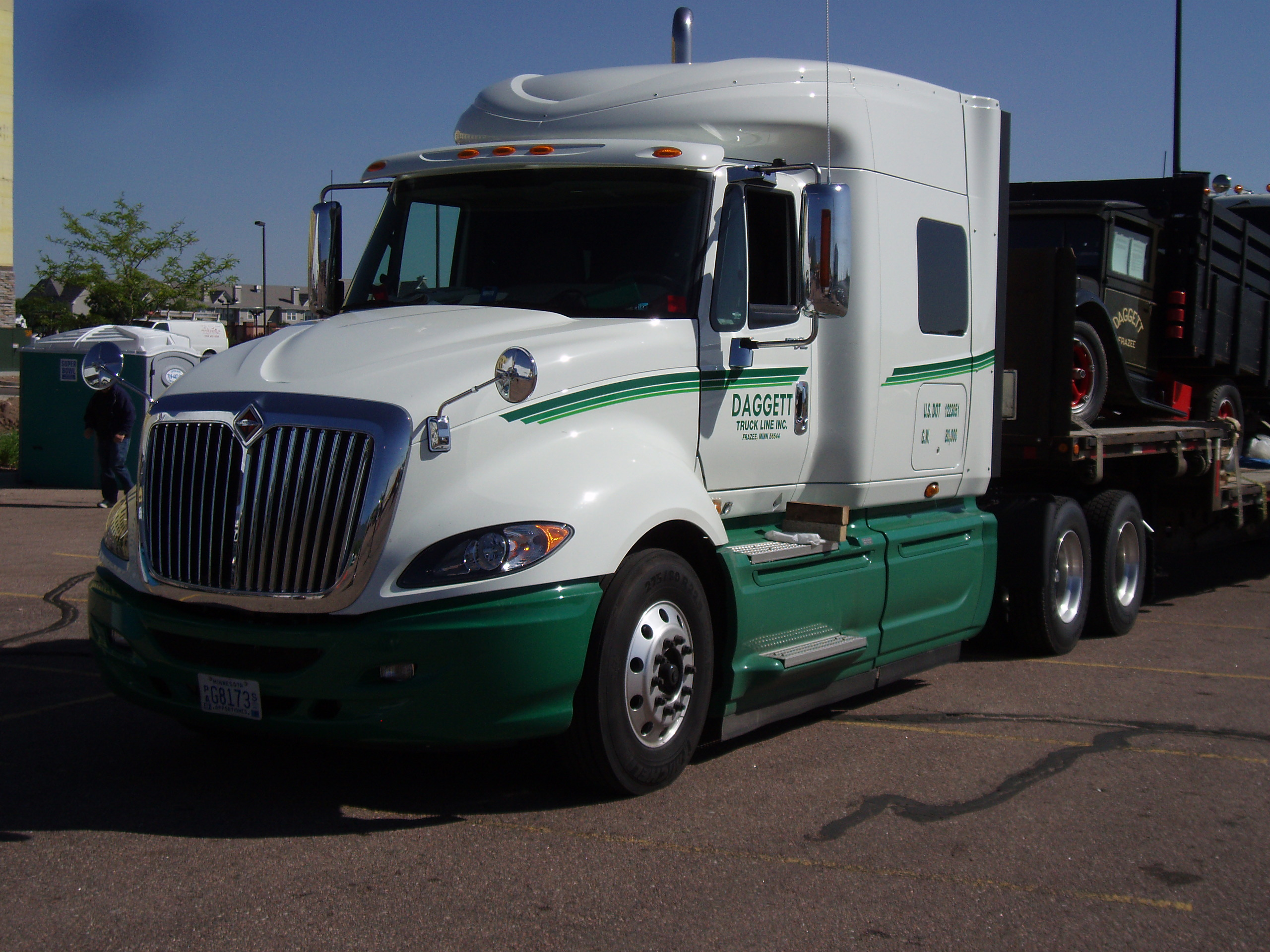
International ProStar
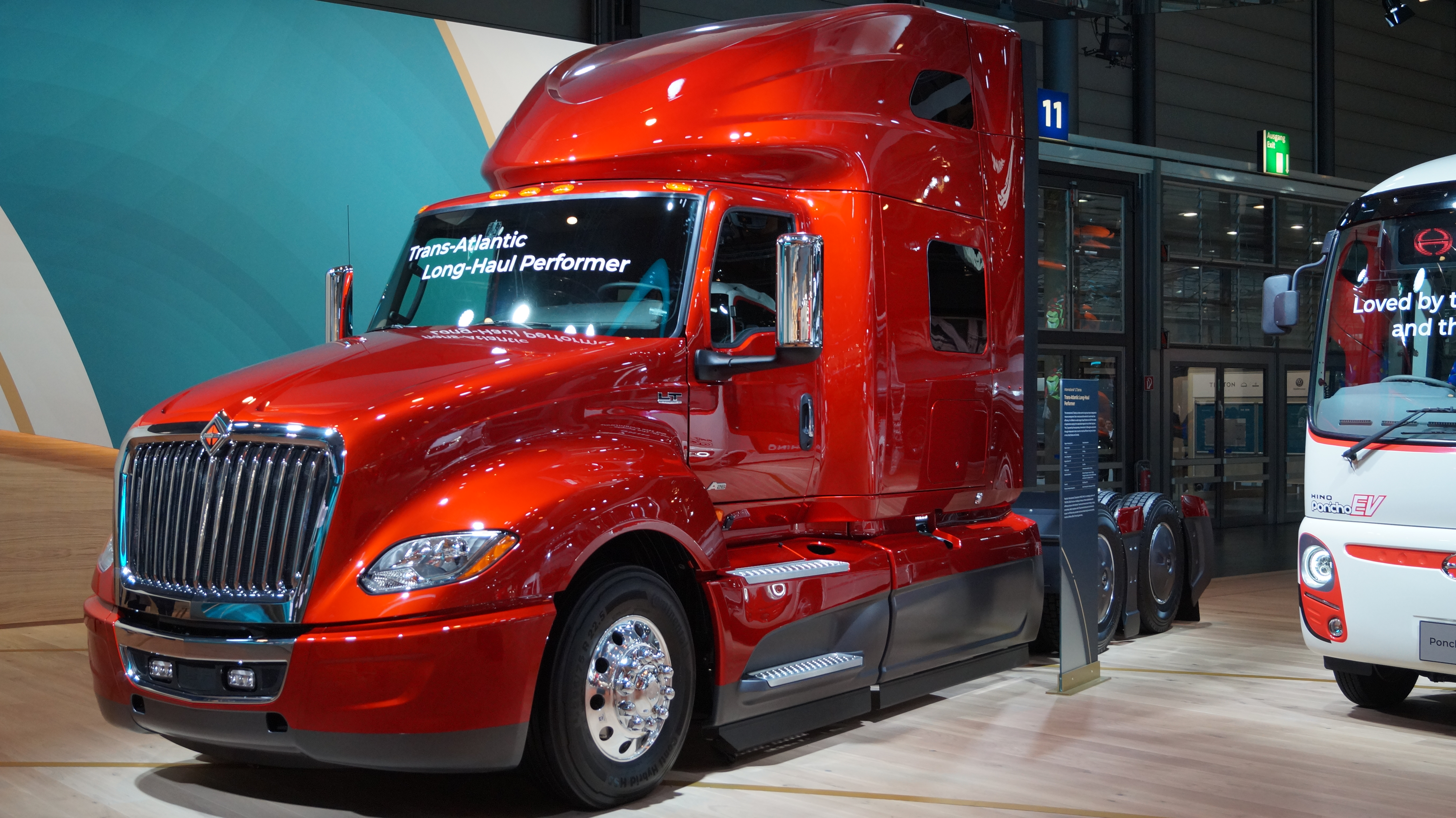
International LT625
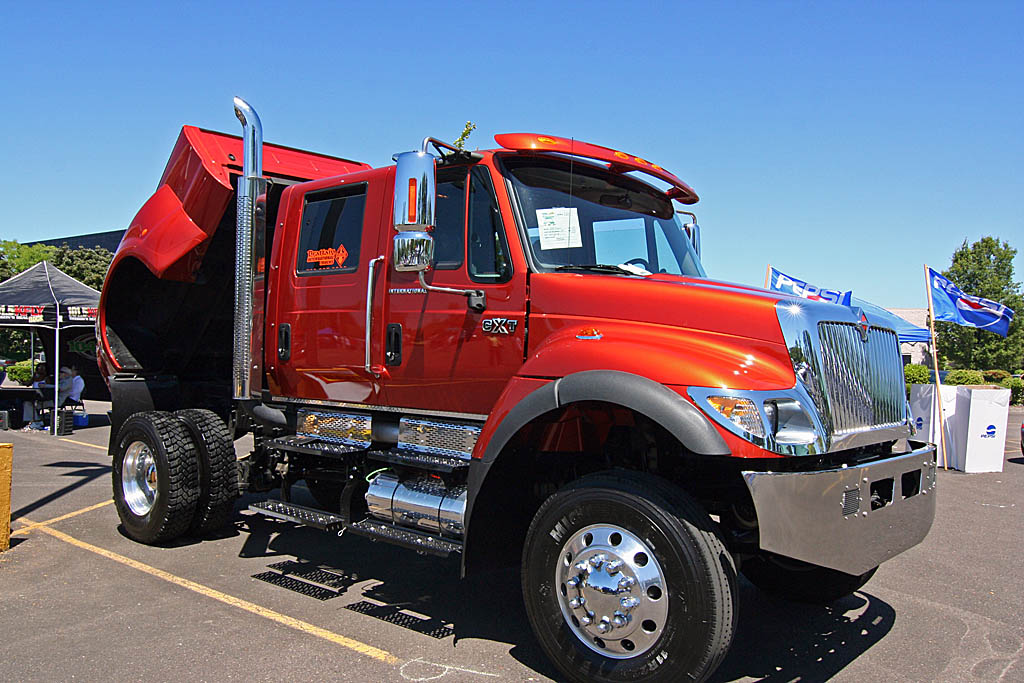
International XT
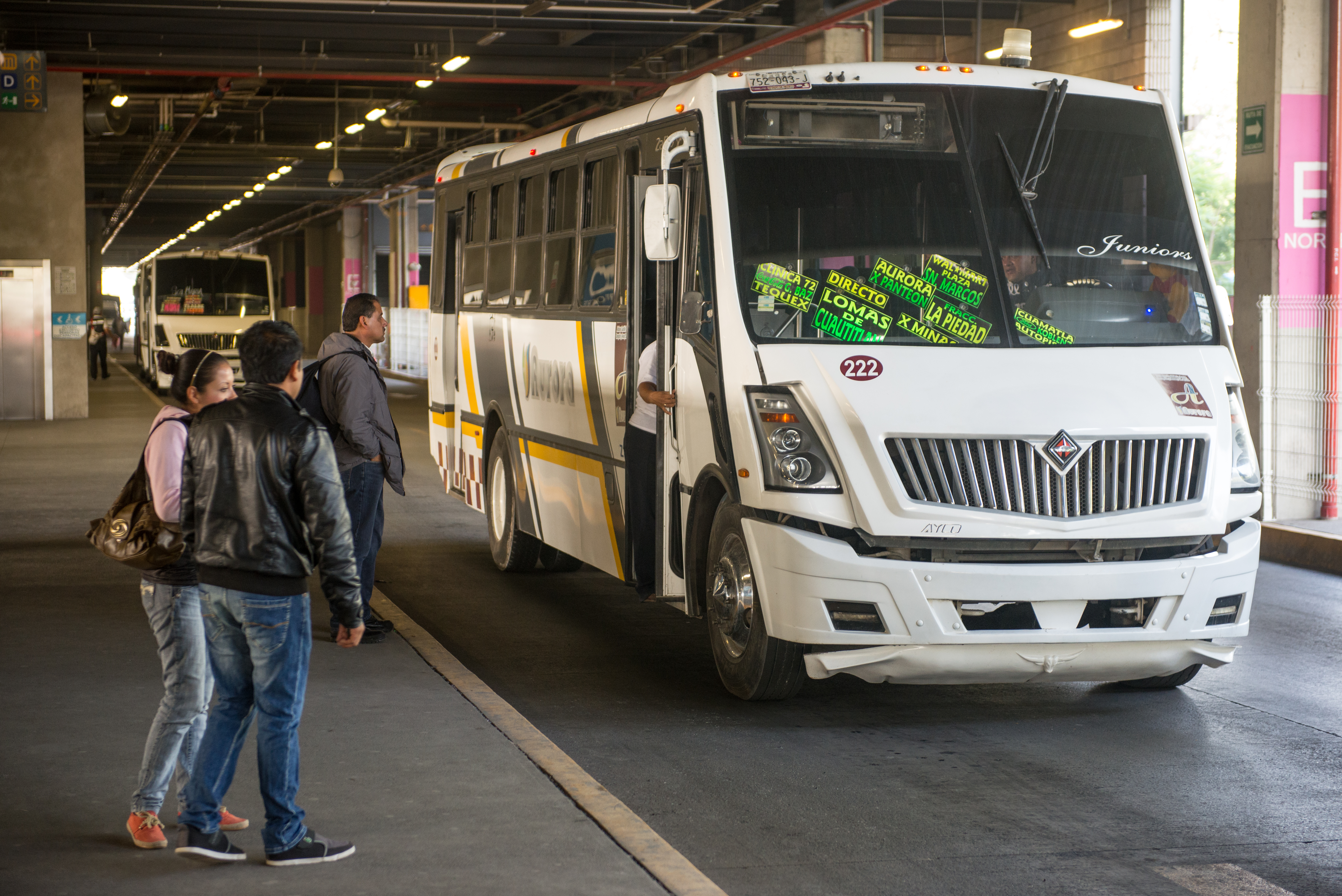
International 4700 SCD

## Produktionsstandorte und Beschäftigungszahlen
(Stand: 1. Februar 2022)
|                    | Unternehmen | Standorte               | Mitarbeiter | Modelle                                                  |
| ------------------ | --- | ----------------------- | ----------- | -------------------------------------------------------- |
| Nordamerika        | |                         |             |                                                          |
| Mexiko             | International Trucks (Navistar International Corporation)                                                            | Ciudad General Escobedo | ?           | Class 8 Fahrzeuge Komponentenwerk: LKW Unterbaugruppen   |
| Vereinigte Staaten | IC BUS (Navistar International Corporation)                                                                          | Tulsa                   | ?           | Schulbusse kommerzielle Busse CE & RE Series             |
| Vereinigte Staaten | International Trucks (Navistar International Corporation)                                                            | Springfield             | 1.450       | LKW: CV-GM Vista Light Duty MV-Medium Duty HV-Heavy Duty |
| Vereinigte Staaten | Navistar Big Bore Diesel of Alabama, LLC (Navistar International Corporation)                                        | Huntsville              | ?           | Komponentenwerk: Motoren                                 |
| Südamerika         | |                         |             |                                                          |
| Brasilien          | MWM Diesel Engines – International Indústria Automotiva da América do Sul Ltda. (Navistar International Corporation) | Santo Amaro             | ?           | Komponentenwerk: Motoren                                 |